# Sternwarte Bülach
Koordinaten: 47° 31′ 10,4″ N, 8° 34′ 14,3″ O; CH1903: 685261 / 263816

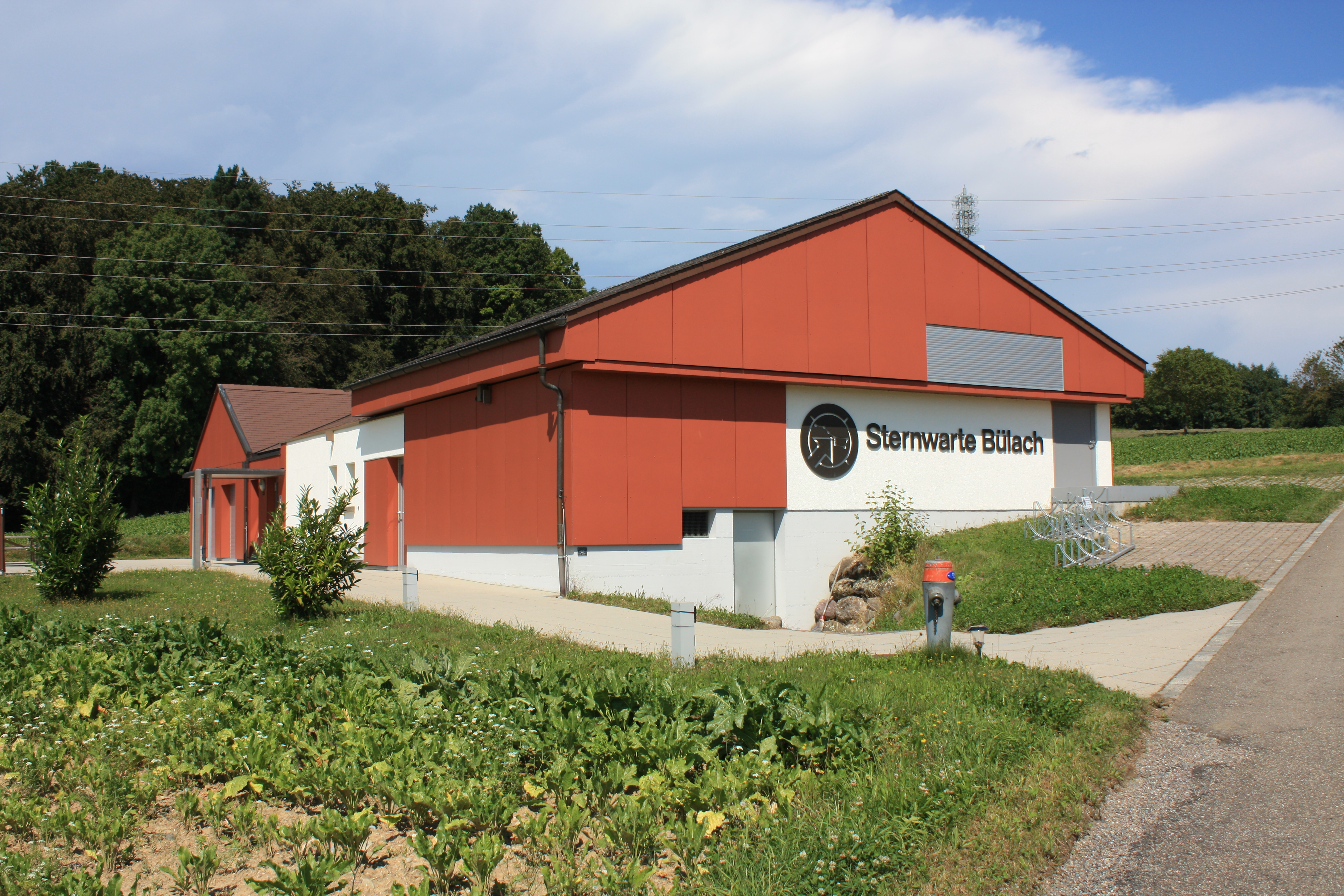
Sternwarte Bülach

Die Sternwarte Bülach wurde 1983 von Amateurastronomen der Astronomischen Gruppe Bülach (jetzt: Astronomische Gesellschaft Zürcher Unterland) erbaut. Sie liegt unweit der Passhöhe auf dem Dättenberg zwischen Bülach und Embrach auf 550 m ü. M. (MPC Observatory code: 167).

## Hintergrund
Ziel der Sternwarte ist hauptsächlich die Verbreitung von astronomischem Wissen in der Öffentlichkeit. Daneben haben auch die Mitglieder die Möglichkeit, die Infrastruktur für eigene Beobachtungen und Arbeiten zu nutzen. Die Sternwarte Bülach erfüllt somit keinen Forschungsauftrag. Öffentliche und geschlossene Sternführungen, Beobachtungsabende zu speziellen astronomischen Ereignissen oder Kurse und Workshops werden durchgeführt. Als finanzielle Trägerschaft zeichnet die Stiftung Schul- und Volkssternwarte Bülach (HR Nr.: CH-020.7.903.560-8), während für den Betrieb und das Demonstratorenteam die Astronomische Gesellschaft Zürcher Unterland als Verein zuständig ist.
Im Zuge des An- und Umbaus der Sternwarte Bülach im Jahre 2012 wurde die Grundfläche des Gebäudes fast verdoppelt. Neu hinzugekommen ist u. a. ein Mehrzweckraum mit Cafeteria. Auf der Beobachtungsterrasse wurde das bisherige Maksutov-Spiegelteleskop durch den Ritchey-Chrétien-Astrograph ersetzt.

## Instrumente
Auf der Beobachtungsterrasse stehen folgende Instrumente:
- Das Hauptgerät, ein Cassegrain-Spiegelteleskop mit 85 cm-Öffnung und einer Brennweite von 7800 mm.
- Daneben steht parallel auf der gleichen Montierung: ein Newton/Cassegrain-Spiegelteleskop mit 50 cm-Öffnung und drei austauschbaren Sekundärspiegeln.
- Ritchey-Chrétien-Astrograph Officina Stellare Pro RC 360 mit 2880 mm-Brennweite. Darauf huckepack zwei Apo-Refraktoren: Ein TEC 140 mit 980-mm-Brennweite sowie ein kleiner BORG 77 ED II. Als Montierung kommt eine GM4000QCI von 10micron zum Einsatz. Alle drei Fernrohre werden vor allem für astrofotografische Zwecke verwendet.
- Zeiss Coudé-Refraktor mit 15 cm-Öffnung und ortsfestem Einblick. Einsatzbereich: hauptsächlich Planeten- und Sonnenbeobachtung (Projektion).
- Heliostat zur Projektion der Sonne in den Vortragsraum für die Sonnenbeobachtung im Weiss- und H-alpha-Licht.

Die Sternwarte verfügt über ein Satteldach auf Schienen, das zurückgefahren werden kann. Diese Variante wurde aus didaktischen Gründen einem konventionellen Kuppelbau vorgezogen.
Seit dem Mai 2006 liegt auf der Westseite ein Aussenbeobachtungsplatz, bei dem zwei Coronado-Refraktoren für die Sonnenbeobachtung eingesetzt werden.

## Veranstaltungen und Aktivitäten
Die Sternwarte bietet öffentliche und geschlossene Vorführungen an. Öffentliche Beobachtungsabende finden grundsätzlich jeden Freitagabend ab 20 Uhr statt. In den Sommermonaten von Mai bis August wird bei gutem Wetter zu Beginn des Abendprogramms jeweils eine Sonnenführung durchgeführt. Zwei- bis dreimal im Jahr findet eine "Woche des offenen Daches" statt. Neben dem öffentlichen Programm steht die Sternwarte auch ihren Vereinsmitglieder für eigene Beobachtungen zur Verfügung. Arbeitsgebiete sind hauptsächlich CCD-Fotografie, Sonnenbeobachtung, Astrometrie von Kleinplaneten und NEOs sowie Meteoraufzeichnungen als Station BUE der Fachgruppe Meteorastronomie.

## Planetenweg Bülach
Der Planetenweg Bülach wurde im selben Jahr wie die Sternwarte erbaut. Er ist im Massstab 1:5 Milliarden angelegt und führt von der Kantonsschule Zürcher Unterland ostwärts nach Eschenmosen, wo sich mit Zwergplanet Eris der Endpunkt bei der Sternwarte Bülach befindet. Im Jahre 2001 und erneut im Jahre 2016 wurden die Modelle des Lernpfades komplett erneuert.